# Smerte
Smerte defineres af IASP (The International Association for the Study of Pain) som en ubehagelig sensorisk og emotionel oplevelse forbundet med, eller som ligner den forbundet med, aktuel eller mulig vævsskade. Dette vil sige, at smerter er subjektiv.
Smerter inddeles i akutte og kroniske. Kroniske smerter kan inddeles i maligne smerter og ikke-maligne smerter.
- Akut smerte er en smerte der varer mindre end 3 måneder.

- Kronisk smerte er smerte, der varer mere end 3 måneder.

Smerter kan også inddeles efter mekanismer:
- Nociceptive smerter
- Neurogene smerter
- Andre smerter